# Ницэ, Норберт
Норберт Сорин Ницэ (рум. Norbert Sorin Niță; 14 января 1972, Циклени, жудец Горж, Румыния) — румынский футболист, защитник.
В Румынии играл за клубы ИЭЛИФ Крайова (1994—1996), «Электропутере»/«Экстенсив» Крайова (1996—1998), «Фарул» Констанца (1998—2000). В начале 2001 года перешёл в российский клуб первого дивизиона Уралан «Элиста». (В издании «Спорт-Экспресс» того времени есть информация 25-летний защитник «Национала» Норберт Ницэ — видимо, идёт путаница с игроком Робертом Ницэ 1977 года рождения, впрочем, за «Национал» не выступавшего). В первом круге первенства Ницэ провёл два матча, после чего в июне появилась информация о его возможном переходе в «Факел», которая была вскоре опровергнута. Во второй части сезона Ницэ сыграл ещё четыре матча в первенстве и два — в Кубке России. На следующий год «Уралан» вышел в Премьер-лигу, но Ницэ провёл в ней только одну игру — 31 марта в 5 туре вышел на замену на 56 минуте в гостевом матче против «Торпедо». В августе клуб собирался отказаться от услуг игрока, но в итоге Ницэ покинул «Уралан» через год. Он больше не выступал за основной состав, в том числе и из-за травмы.
В 2016 году вошёл в тренерский штаб команды «Волунтари».